# Manny Cruz
Emmanuel Cruz Sánchez (Santo Domingo, Distrito Nacional; 26 de abril de 1983), más conocido como Manny Cruz, es un cantante, compositor y productor de música tropical especialmente merengue. 

## Biografía
Manny Cruz nació en Santo Domingo, República Dominicana el 26 de abril de madre dominicana y padre cubano. Desde muy pequeño mostró su pasión por la música, especialmente por el merengue. Es el más pequeño de tres hermanos. Emigró a los Estados Unidos a 14 años junto con sus padres.
Con la idea de cumplir su sueño, comienza la carrera de "Music Business" con el afamado saxofonista Ed Calle en Miami Dade College, donde forma parte como uno de los cantantes principales de la banda oficial de la mencionada universidad.
Luego de haber vivido 10 años en Estados Unidos, en el 2007 regresa a su tierra República Dominicana con el deseo de entrar a una orquesta de merengue y empieza su carrera profesional ingresando al famoso grupo Rikarena. Luego de dos años con Kinito Méndez, y más tarde con Ilegales, donde tiene la oportunidad de cantar ante miles de personas a través de toda Latinoamérica, Estados Unidos y Europa.
Al mismo tiempo incursiona en el mundo de la publicidad grabando jingles y comerciales para televisión y radio, siendo solicitado como modelo por distintas firmas nacionales e internacionales como figura principal de sus campañas publicitarias. En el 2010 se sintió listo para lanzarse en solitario, pero, en esta ocasión el proyecto como solista de merengue no resultó y se vio obligado a abandonarlo. 
En diciembre del 2011 junto a dos amigos y compañeros (JJ Sánchez y Javi Grullón) forman el grupo AURA y a principios del 2012 graban su primer sencillo «Te lloro» que gracias al inmenso apoyo recibido se convierte en un gran éxito nacional. Se mantienen unidos durante cuatro años grabando en su mayoría baladas, y en el 2016 deciden tomar caminos separados. Ese mismo año, se arriesga y lanza su carrera nuevamente como solista con su sencillo «Sobrenatural», nombre que también lleva su primer álbum, los cuales tuvieron gran aceptación de todo el público, mereciéndole una nominación al Latin Grammy y dando inicio a una nueva y etapa de Manny Cruz como artista. 
Luego de sus grandes éxitos como “Sabes Enamorarme", "Bailando Contigo", "Dime Que Si" junto a Ilegales y "No Me Lo Creo" junto a Eddy Herrera, Manny presentó su segundo álbum de estudio llamado “Bailando Contigo”, el cual resultó nominado como “Mejor Álbum Merengue / Bachata” en los Latin Grammy 2020.
Durante el 2020 colaboró junto a Elvis Crespo en «Imaginarme sin ti», al igual con Miriam Cruz en «Yo quisiera ser», y logró un éxito viral en  toda la radio dominicana y redes sociales a nivel mundial con su merengue «Santo Domingo», canción que dedicó a la tierra que lo vio nacer.
En el 2021 inició presentando su primera colaboración en Bachata junto a Anthony Santos, logrando con ella entrar al Top 10 del Chart de Billboards. Meses más tarde presentó su tercer álbum de estudio Love Dance Merengue.

## Discografía
- Cuatro 26 (2023)
- Love Dance Merengue (2021)
- Bailando Contigo (2020)
- Sobrenatural (2018)
- Aura (2013)

## Colaboraciones
- Hombre Divertido feat. Wilfrido Vargas (2024)
- La Condena feat. Zacarías Ferreira (2024)
- Llegaste feat. Milly Quezada (2023)
- Qué problema feat. Jandy Ventura (2023)
- Dame una Noche feat. Daniel Santacruz (2021)
- Que Rico es El Merengue feat. Johnny Ventura (2021)
- Las Puertas del Cielo feat. Anthony Santos (2021)
- El Idiota feat. Danny Yanes (2020)
- Yo Quisiera Ser feat. Miriam Cruz (2020)
- Perfume feat. Kiara Franco (2020)
- Imaginarme Sin Ti Remix feat. Elvis Crespo, RKM & Ken Y (2020)
- Imaginarme Sin Ti feat. Elvis Crespo (2020)
- Dime Que Sí feat. Ilegales (2019)
- No Me lo Creo feat. Eddy Herrera (2019)
- Marido y Mujer feat. Be Crazy (2018)
- Sabes Enamorarme feat. Ilegales (2018)
- Tienes Dueño feat. Martha Heredia (2018)
- Entregarte Todo feat. Techy Fatule (2018)

## Musicales y actuación
Perteneció a varios musicales tales como West Side Story, dirigido por Carlos Veitía. La Cenicienta y Blancanieves, dirigido por Amaury Sánchez. Y también Rent y Legally Blonde. En el apartado de actuación, desempeñó el rol protagónico del documental “Hay un País en el Mundo” dirigido por Pinky Pintor. Y tuvo un papel importante en el largometraje “Pobres Millonarios” dirigido por Roberto Salcedo. 

## Premios y nominaciones

### Latin Grammy
| Año  | Trabajo nominado                        | Categoría                       | Resultado |
| ---- | --------------------------------------- | ------------------------------- | --------- |
| 2017 | Deja Vu                                 | Mejor Canción Tropical          | Nominado  |
| 2018 | Sobrenatural                            | Mejor Álbum Fusión Tropical     | Nominado  |
| 2020 | Bailando Contigo                        | Mejor Álbum de Bachata/Merengue | Nominado  |
| 2020 | Imaginarme Sin Ti, junto a Elvis Crespo | Mejor Canción Tropical          | Nominado  |
| 2021 | Love Dance Merengue                     | Mejor Álbum de Merengue         | Nominado  |
| 2023 | Cuatro 26                               | Mejor Álbum de Merengue         | Nominado  |

### Billboard Music Awards
| Año  | Trabajo nominado | Categoría              | Resultado |
| ---- | ---------------- | ---------------------- | --------- |
| 2018 | Deja Vu          | Mejor Canción Tropical | Ganador   |
| 2018 | Deja Vu          | Canción Tropical       | Ganador   |

### Latin American Music Awards
| Año  | Trabajo nominado | Categoría       | Resultado |
| ---- | ---------------- | --------------- | --------- |
| 2017 | Deja Vu          | Canción del Año | Ganador   |

### Premios Ascap
| Año  | Trabajo nominado | Categoría              | Resultado |
| ---- | ---------------- | ---------------------- | --------- |
| 2018 | Deja Vu          | Mejor Canción Tropical | Ganador   |

### Premios Soberanos
| Año  | Trabajo nominado                    | Categoría                | Resultado |
| ---- | ----------------------------------- | ------------------------ | --------- |
| 2017 | Él mismo                            | Cantante Solista del Año | Ganador   |
| 2018 | Él mismo                            | Compositor del Año       | Nominado  |
| 2018 | Él mismo                            | Cantante Solista del Año | Nominado  |
| 2019 | Sobrenatural                        | Álbum del Año            | Ganador   |
| 2019 | Él mismo                            | Cantante Solista         | Ganador   |
| 2019 | Él mismo                            | Compositor del Año       | Ganador   |
| 2019 | Sabes Enamorarme                    | Merengue del Año         | Nominado  |
| 2020 | Él mismo                            | Compositor del Año       | Nominado  |
| 2020 | Bailando Contigo                    | Merengue del Año         | Nominado  |
| 2020 | No Me lo Creo, junto a Eddy Herrera | Merengue del Año         | Nominado  |
| 2021 | Él mismo                            | Compositor del Año       | Ganador   |
| 2021 | Él mismo                            | Artista Solista          | Ganador   |
| 2021 | Santo Domingo                       | Merengue del Año         | Ganador   |
| 2022 | Estoy completo                      | Merengue del Año         | Ganador   |
| 2022 | Él mismo                            | Orquesta del Año         | Nominado  |
| 2022 | ¿Qué vamo' a hacer?                 | Videoclip del Año        | Nominado  |
| 2022 | Él mismo                            | Compositor del Año       | Nominado  |
| 2023 | Él mismo                            | Orquesta del Año         | Nominado  |
| 2023 | De lunes a lunes                    | Merengue del Año         | Nominado  |
| 2023 | Dominicano de Corazón               | Espectáculo del Año      | Nominado  |
| 2024 | Dominicano de Corazón               | Espectáculo del Año      | Nominado  |
| 2024 | Llegaste                            | Colaboración del Año     | Ganador   |

### Premios Lo Nuestro
| Año  | Trabajo nominado                        | Categoría              | Resultado |
| ---- | --------------------------------------- | ---------------------- | --------- |
| 2021 | Imaginarme Sin Ti, junto a Elvis Crespo | Mejor Canción Tropical | Nominado  |

### Premios Juventud
| Año  | Trabajo nominado | Categoría               | Resultado |
| ---- | ---------------- | ----------------------- | --------- |
| 2021 | Él mismo         | Nuevo Artista Masculino | Nominado  |